# Allowoodsonia
Allowoodsonia es un género monotípico de fanerógamas perteneciente a la familia Apocynaceae. Contiene una única especie: Allowoodsonia whitmorei Markgr..
Es originaria de las Islas Salomón.

## Taxonomía
Allowoodsonia whitmorei fue descrita por Friedrich Markgraf y publicado en Gard. Bull. Singapore 22: 23. 1967